# Eugorgia daniana
Eugorgia daniana is een zachte koraalsoort uit de familie Gorgoniidae. De koraalsoort komt uit het geslacht Eugorgia. Eugorgia daniana werd in 1868 voor het eerst wetenschappelijk beschreven door Verrill. 